# Salvador Vásquez Constructora

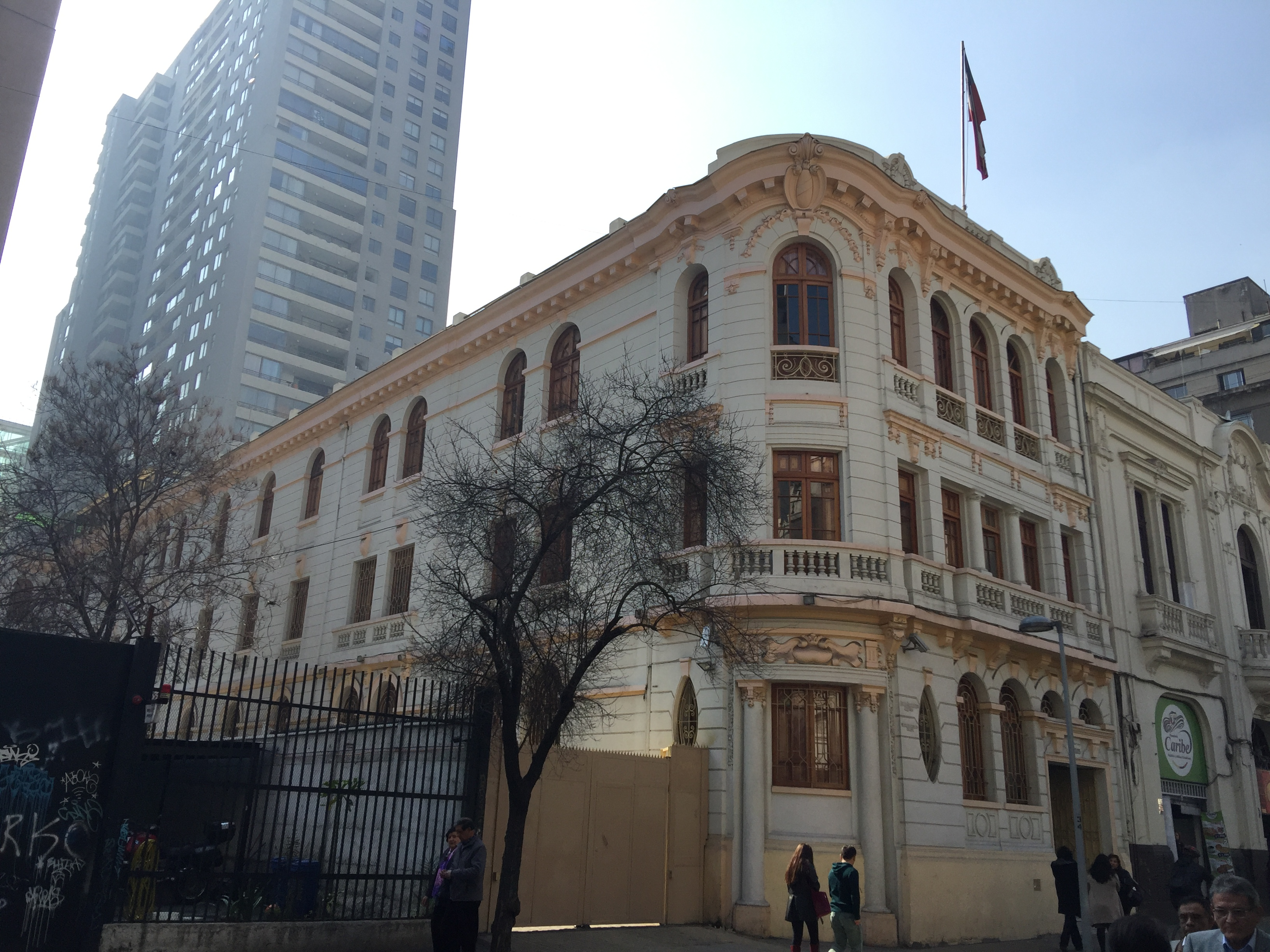
Edificio de Salvador Vásquez Constructora, diseñado por Emilio Santelices, ubicado en calle Compañía N.º 1325, Santiago

Salvador Vásquez Constructora fue una empresa dedicada a la edificación, principalmente de casas, en la ciudad de Santiago de Chile durante el período de la Belle Époque (principios de 1900 a fines de la década de 1930). 

## Obras
Pocas de sus obras se conservan actualmente debido a que, como la mayoría de las edificaciones levantadas en Santiago durante ese período, las construcciones de esta firma fueron demolidas para dar paso a edificios modernos de mayor altura debido al alza en el valor de los terrenos como, por ejemplo, ocurrió con la casa de tres pisos ubicada en la esquina de las calles Riquelme y Agustinas, del que  hoy solamente queda el registro del Álbum de los arquitectos de la Universidad Católica de Chile también llamado Álbum de arquitectura de la Universidad Católica de Chile, editado a raíz del II Congreso Pan-Americano de Arquitectura, que fue publicado en 1924. Otras, como el cité San Rafael ubicado en la Av. Independencia 342, se encuentran en muy mal estado de conservación. 
De las obras que fueron encargadas por particulares a Salvador Vásquez, y que sobrevivieron a las demoliciones, tres han sido clasificadas como inmuebles de conservación histórica por la Ilustre Municipalidad de Santiago. Uno de estos edificios está ubicado en Alameda N.º 1529, otro en calle Compañía N.º 1325 el tercero en la calle Claudio Gay 2483 - 2499 del barrio República.
La empresa construyó edificios diseñados por de Salvador Vásquez y, además, trabajó con otros destacados arquitectos del período, como Emilio Santelices, con quien colaboró en la casa del empresario del espectáculo Benito del Villar Lamoza en el barrio República, y en una casa en la calle Compañía N.º 1325 donde se ubicaron las oficinas del abogado Luis Salas Romo, quien fue presidente de la Cámara de Diputados, en las que ejercía junto a su hermano, el también abogado, Víctor Salas Romo. Este recinto hoy alberga a la Corporación Administrativa del Poder Judicial. Santelices fue quien diseñó el museo de Benjamín Vicuña Mackenna y el edificio en Santiago de la Paramount ubicado en el pasaje Tenderini. También colaboraron con la constructora los arquitectos Eugenio Joannon y Manuel Brown Fernández.  
De la colaboración con esté último arquitecto resultó la llamada Población Empleados Públicos y Periodistas Chile-España, ubicada en la calle Nuñez de Arce, entre avenida Suecia y avenida Chile España, en la comuna de Ñuñoa, que el año 2008 fue declarada monumento nacional en calidad de zona típica al ser considerada un fiel exponente del modelo urbano de ciudad jardín.
Con Eugenio Joannon (Eugène Joannon Crozier) trabajaron en la construcción del Monasterio de las Clarisas de Nuestra Señora de la Victoria que estuvo ubicado entre las calles Pío Nono, Dardignac y Bellavista. Relata Juan de Guernica que sobre "los planes de las Madres Clarisas trabajaron el arquitecto D. Salvador Vásquez y el ingeniero (sic) director D. Eugenio Joannon". Hoy, de aquel complejo solamente se conserva la iglesia, que fue diseñada por Joannon. 
Entre los diseños de Salvador Vásquez es posible mencionar la casa ubicada en la esquina de San Ignacio con Coquimbo en el barrio Dieciocho, que construyó para uno de sus hijos; la casa ubicada en la Alameda N.º 1529, que construyó para María Mercedes Echeverría y la casa construida para las hermanas Rosa y Adelina Barros ubicada en General Mackenna N.º 1158.

## Acontecimientos
La constructora fue fundada a fines del siglo XIX por Salvador Vásquez Jiménez (1870-1928), arquitecto y constructor. Tras su fallecimiento continuaron con la empresa sus hijos Salvador (constructor, 1899-1930), Jorge, ingeniero, arquitecto y colaborador de Pacífico Magazine (1894-1959), Óscar, constructor (1895-1976) y Arturo, constructor (1902-1980), todos Vásquez Castillo, hasta fines de la década de 1930.

## Promoción del deporte
La familia Vásquez Castillo promovió el deporte dentro y fuera de la empresa. Al interior de la empresa, la familia Vásquez Castillo fomentó la práctica del deporte con la creación de un club deportivo, el cual participó de manera activa en las competencias que organizaba la liga de Providencia.
Fuera de la empresa, crearon y patrocinaron el Club Ciclista Mundial, que promovía tanto competencias como actividades recreativas entre sus miembros y participaron en la dirección del Mundial Lawn Tennis Club, que organizaba el campeonato de tenis de la primavera y la copa que llevaba el nombre de la destacada deportista Anita Lizana.
En dicho club también participaban los hermanos Tomás (Perico) y José (Pilo) Facondi, quienes destacaron en competencias tanto en Chile como en Europa. De la misma forma, miembros de la familia estaban involucrados en la dirección de la Liga Infantil de Futbol. Igualmente, la familia Vásquez Castillo financiaba campeonatos en los que participaban clubes de diferentes partes del país.

## Galería de imágenes

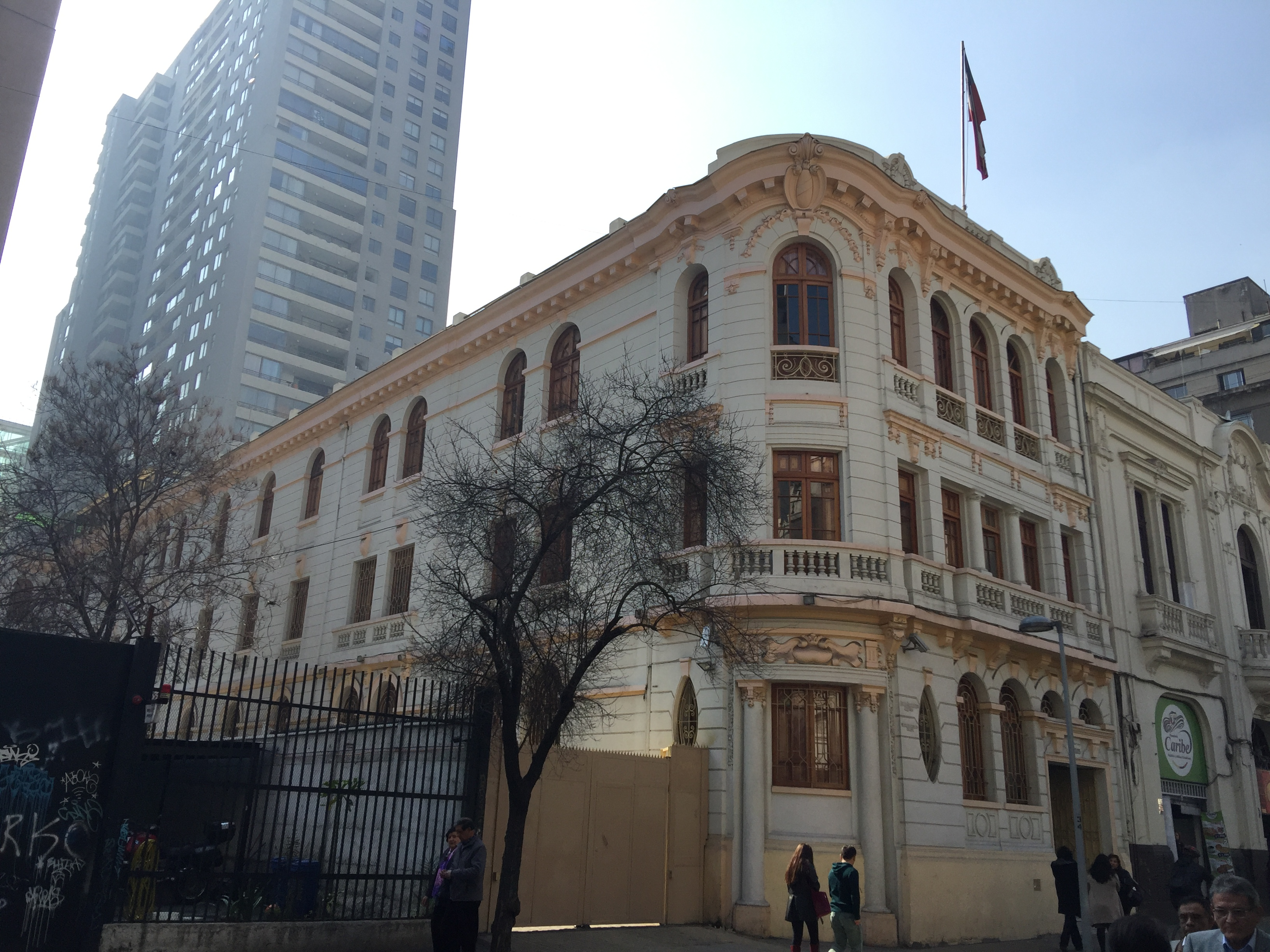
Edificio calle Compañía 1325, construido por Salvador Vásquez y diseñado por Emilio Santelices, en él se encontraba el estudio del abogado Luis Salas Romo, quien fue presidente de la Cámara de Diputados
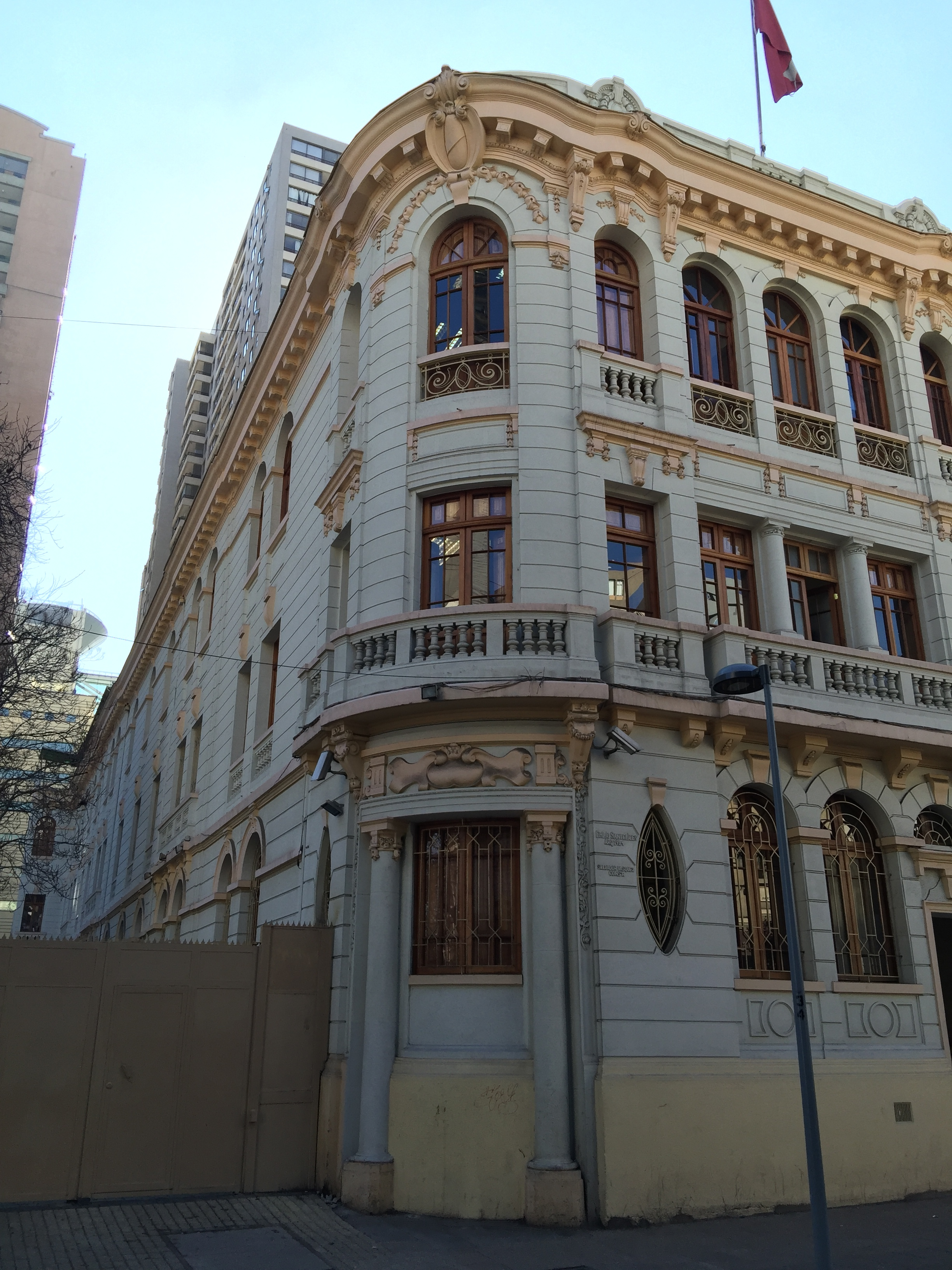
Actualmente es de la Corporación Administrativa del Poder Judicial de Chile
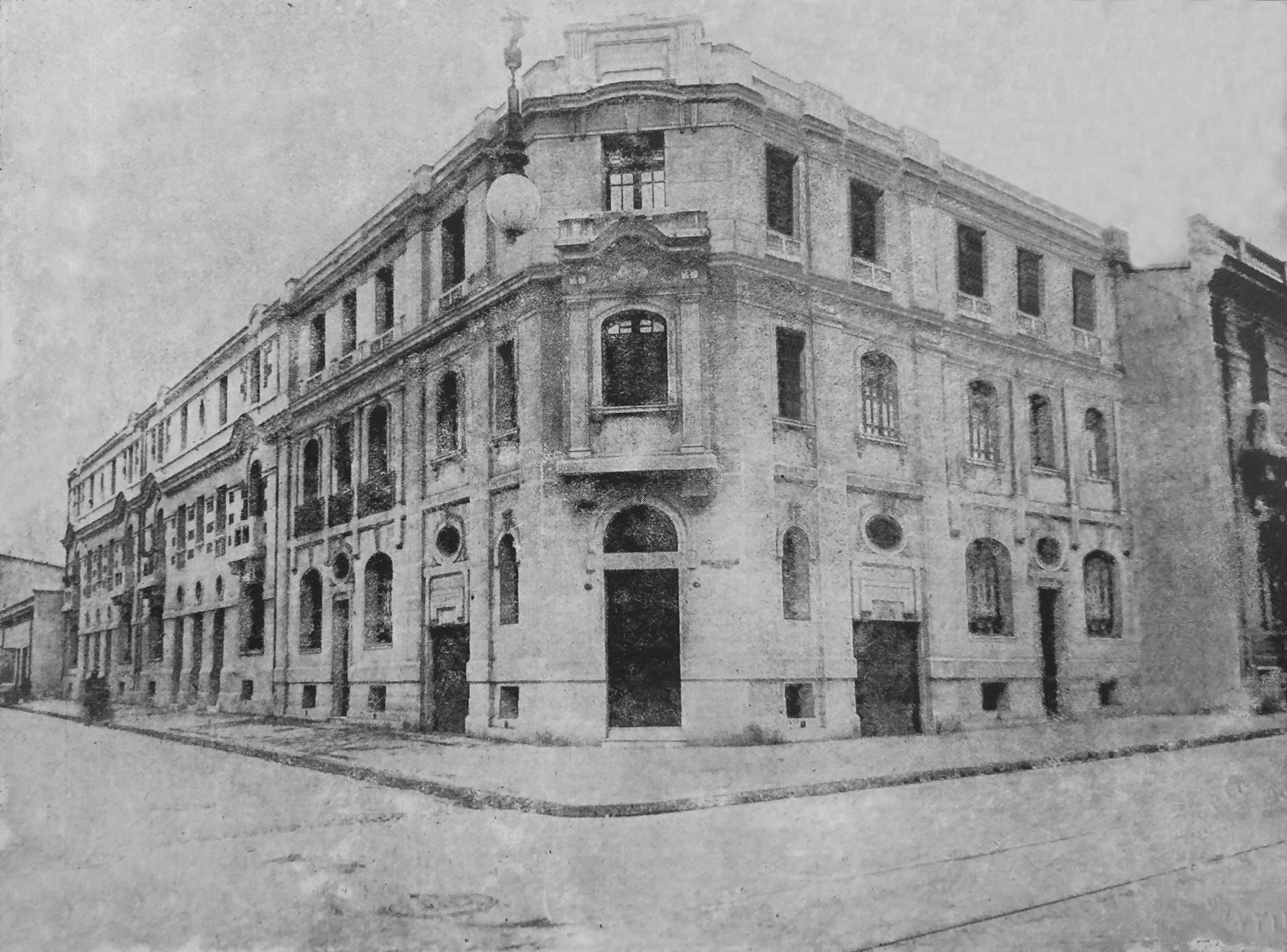
Casa Bezanilla, diseñada y construida por Salvador Vásquez. Fue demolida
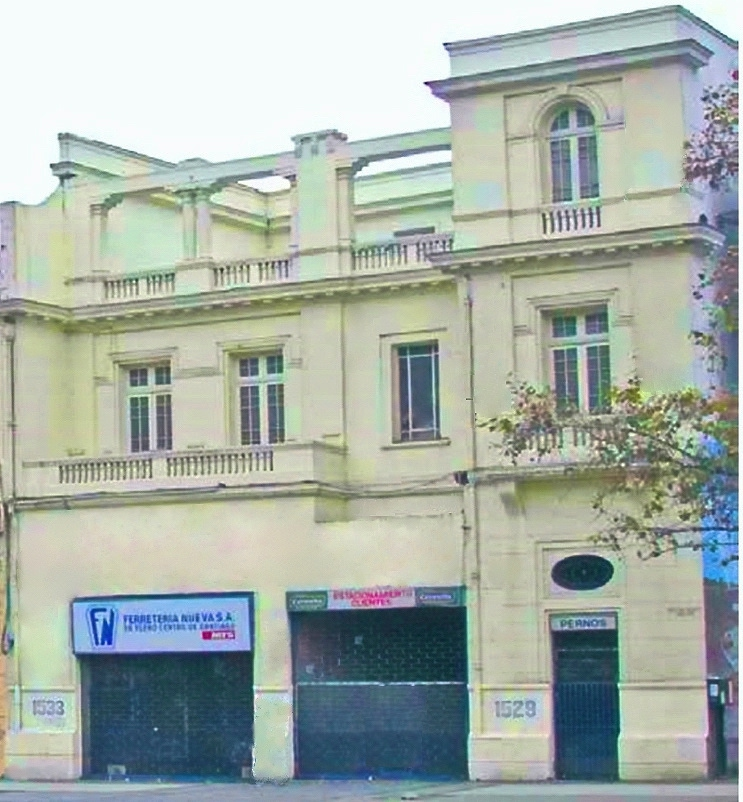
Edificio ubicado en la Alameda construido y en 1924, diseñado por Salvador Vásquez para María M. Echeverría.
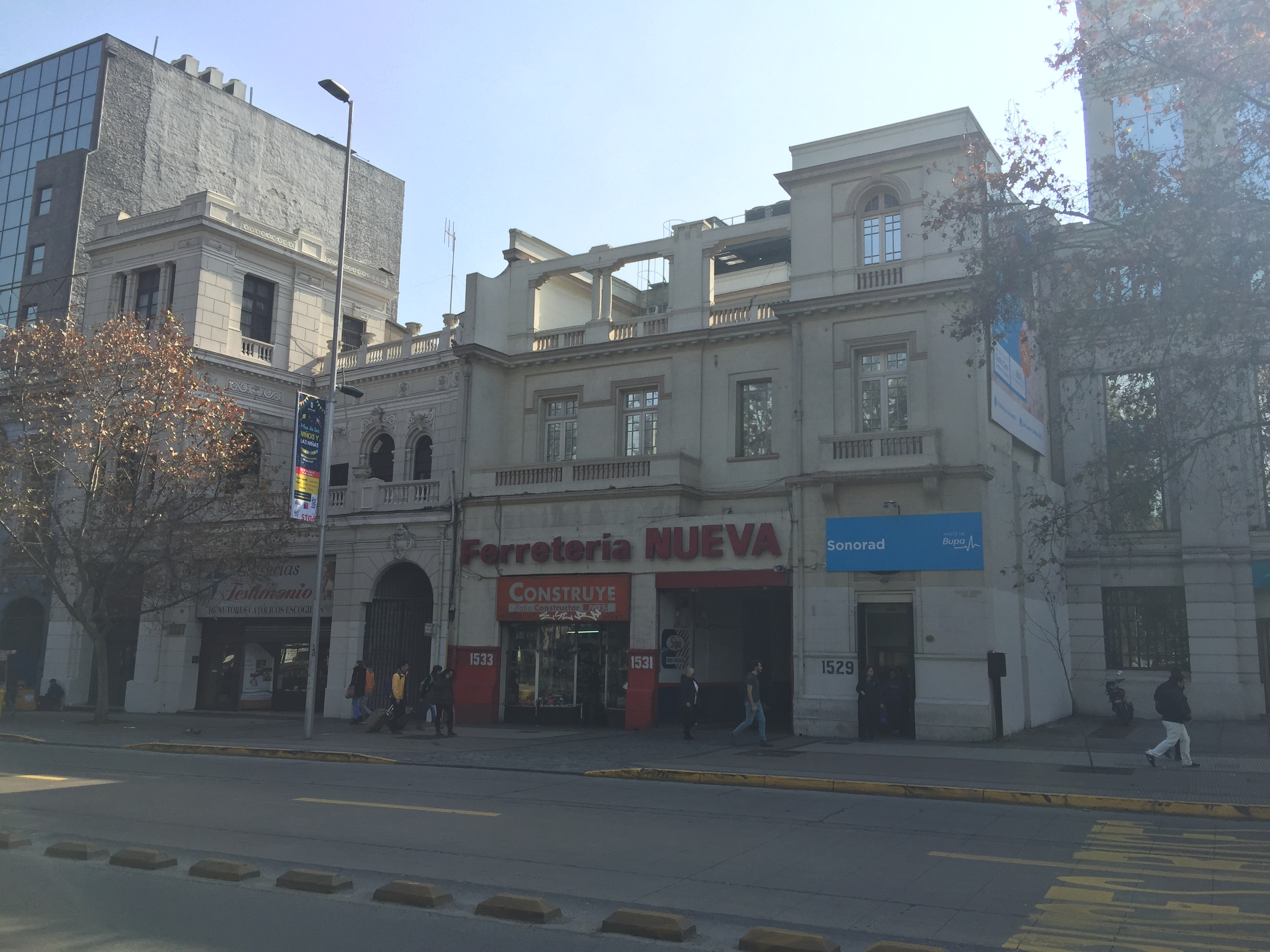
Alameda Nº 1529, diseñado por Salvador Vásquez.
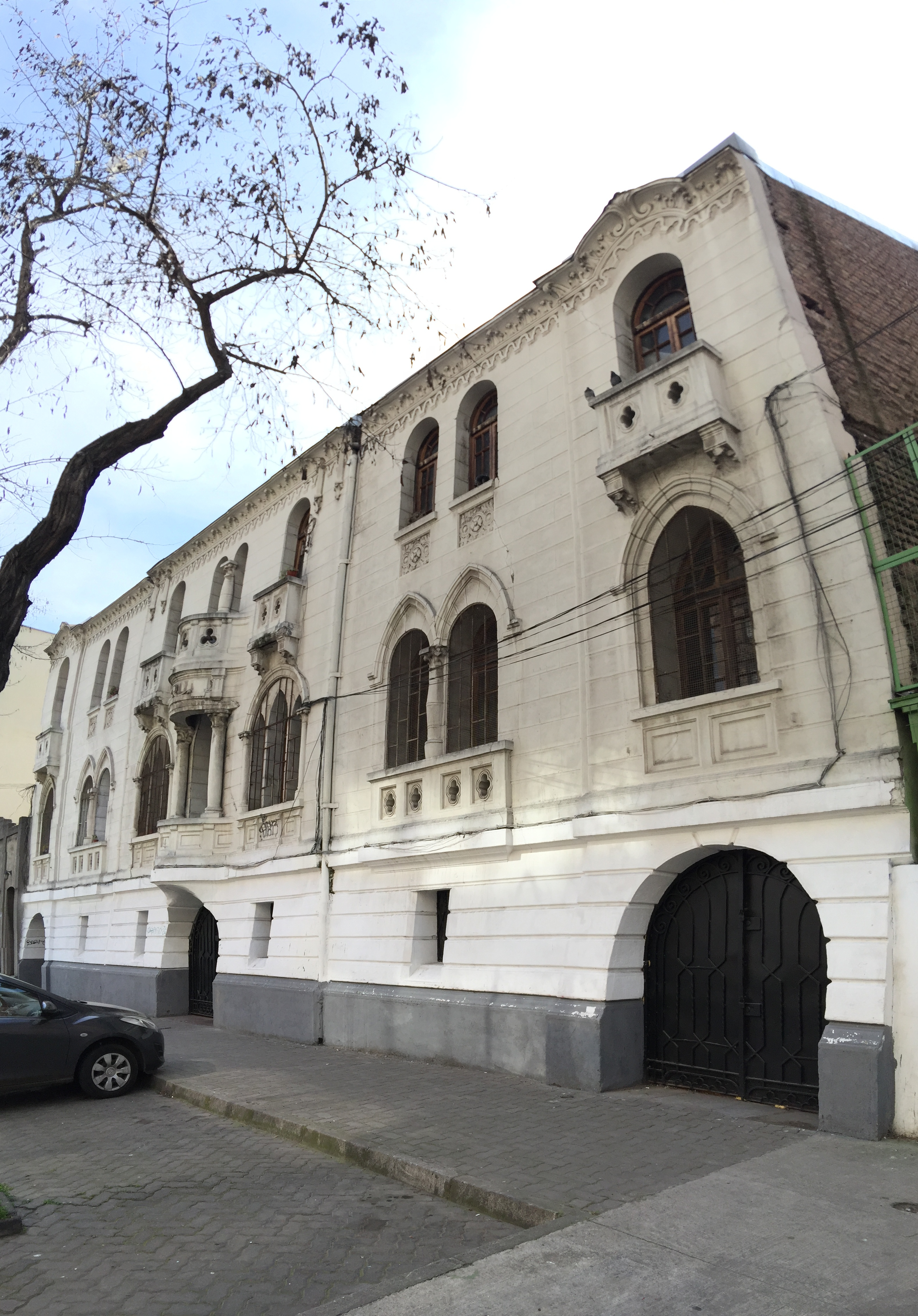
Casa Del Villar, ubicada en la calle Claudio Gay 2483 - 2499 Santiago.
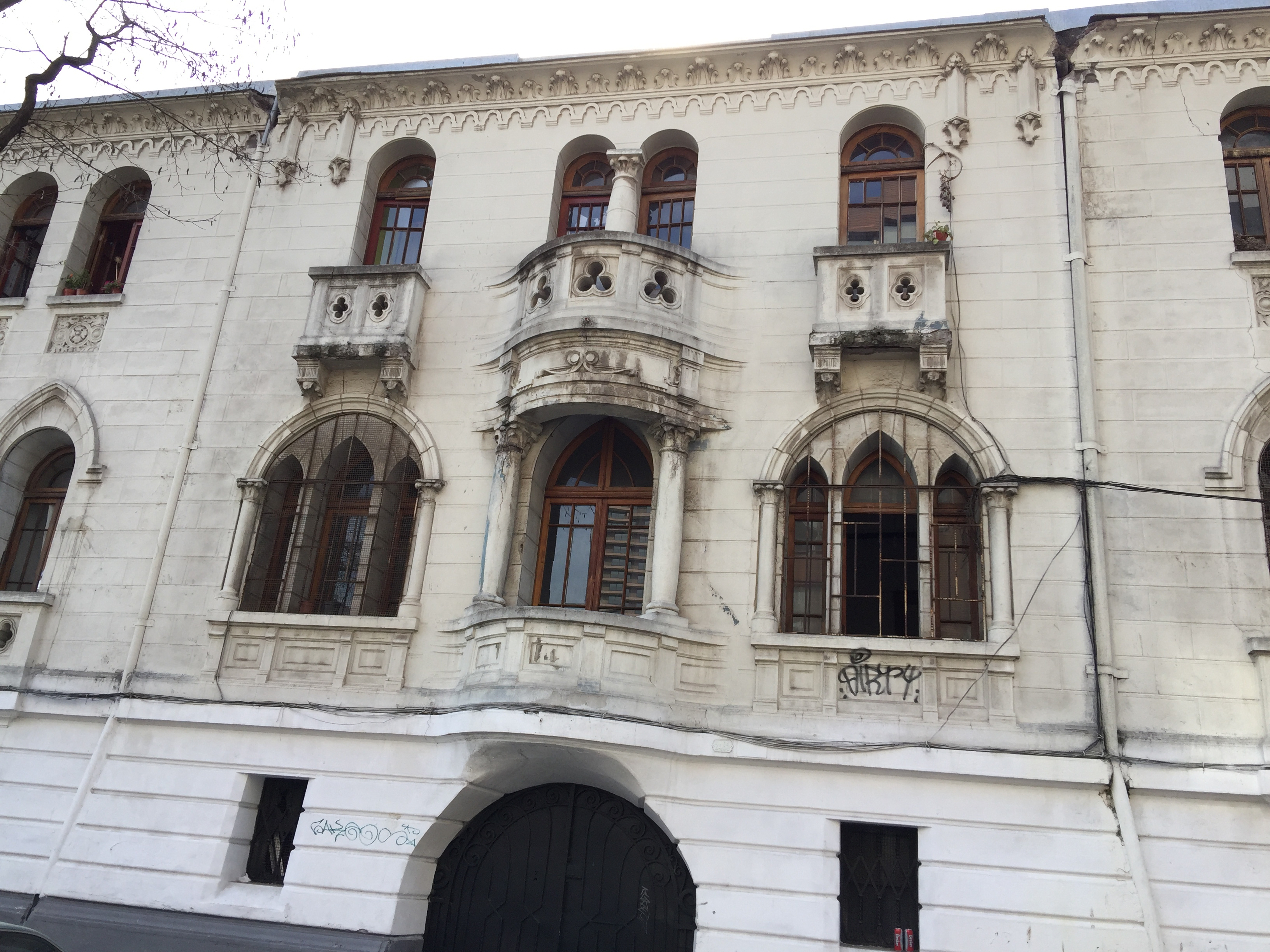
Detalle de la casa Del Villar, construida por Salvador Vásquez en colaboración con Emilio Santelices en el barrio República para el empresario Benito del Villar.
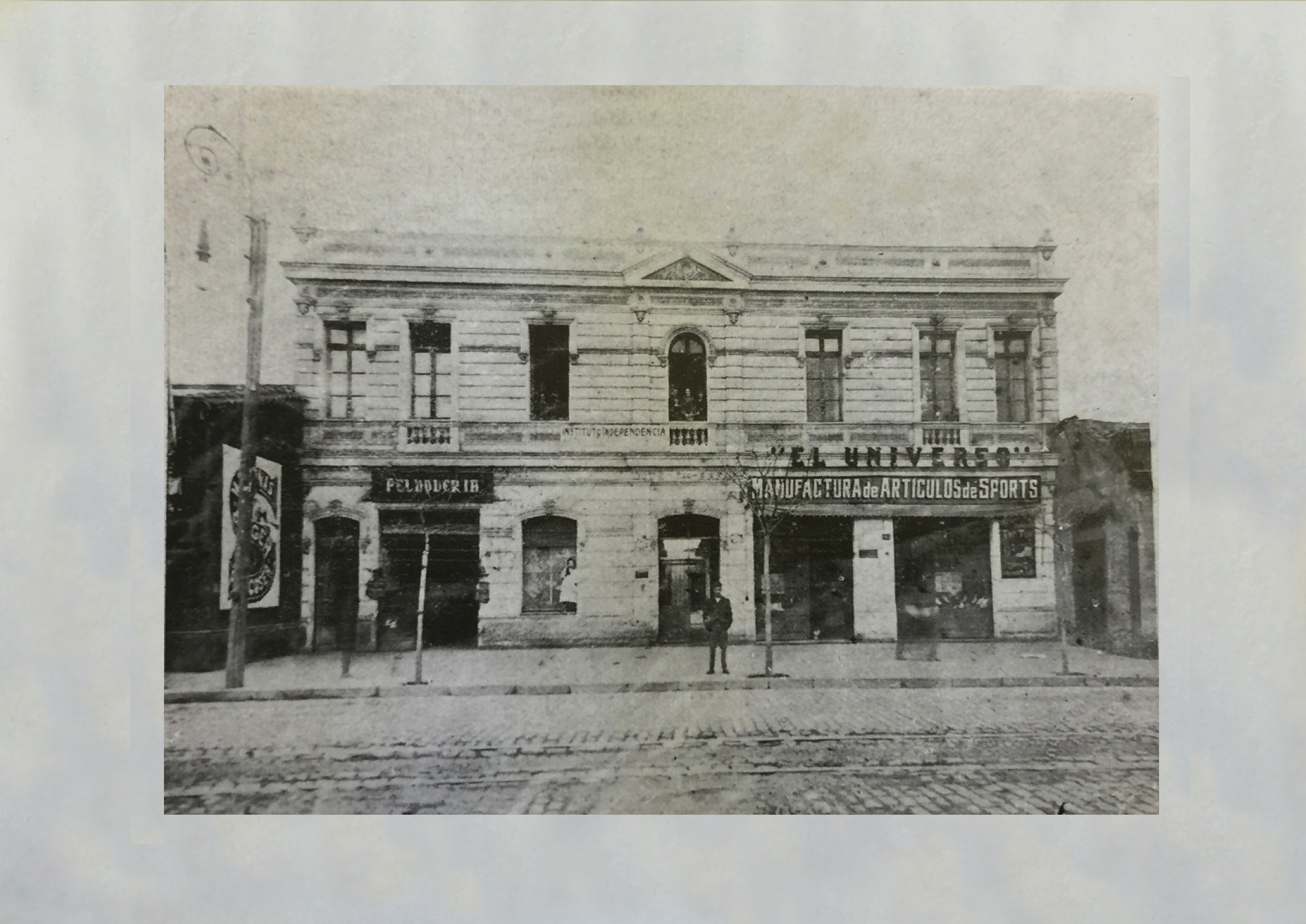
Cité San Rafael, ubicado en la avenida Independencia.
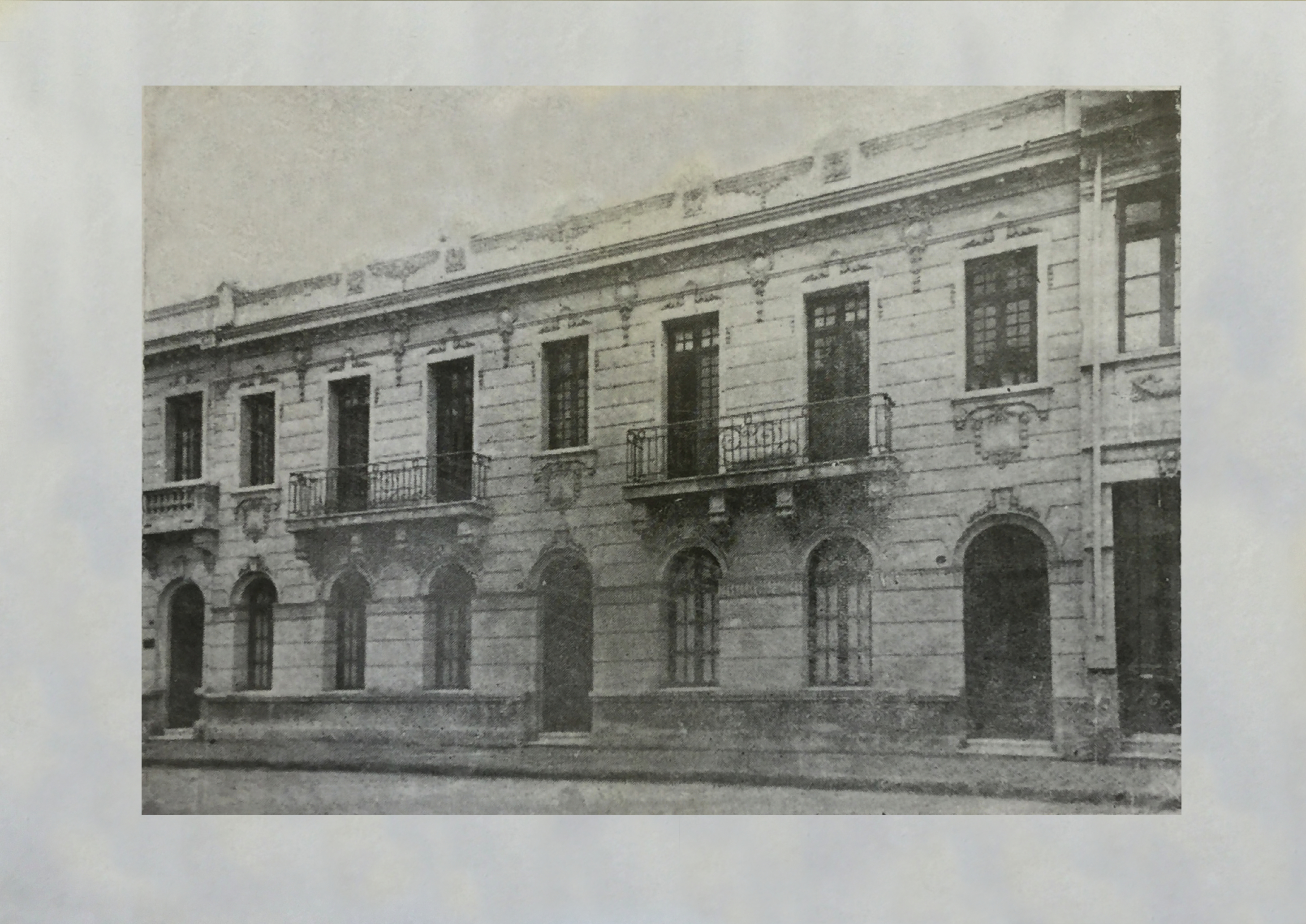
Casa particular, ubicada en la calle San Ignacio 842. Fue demolida.
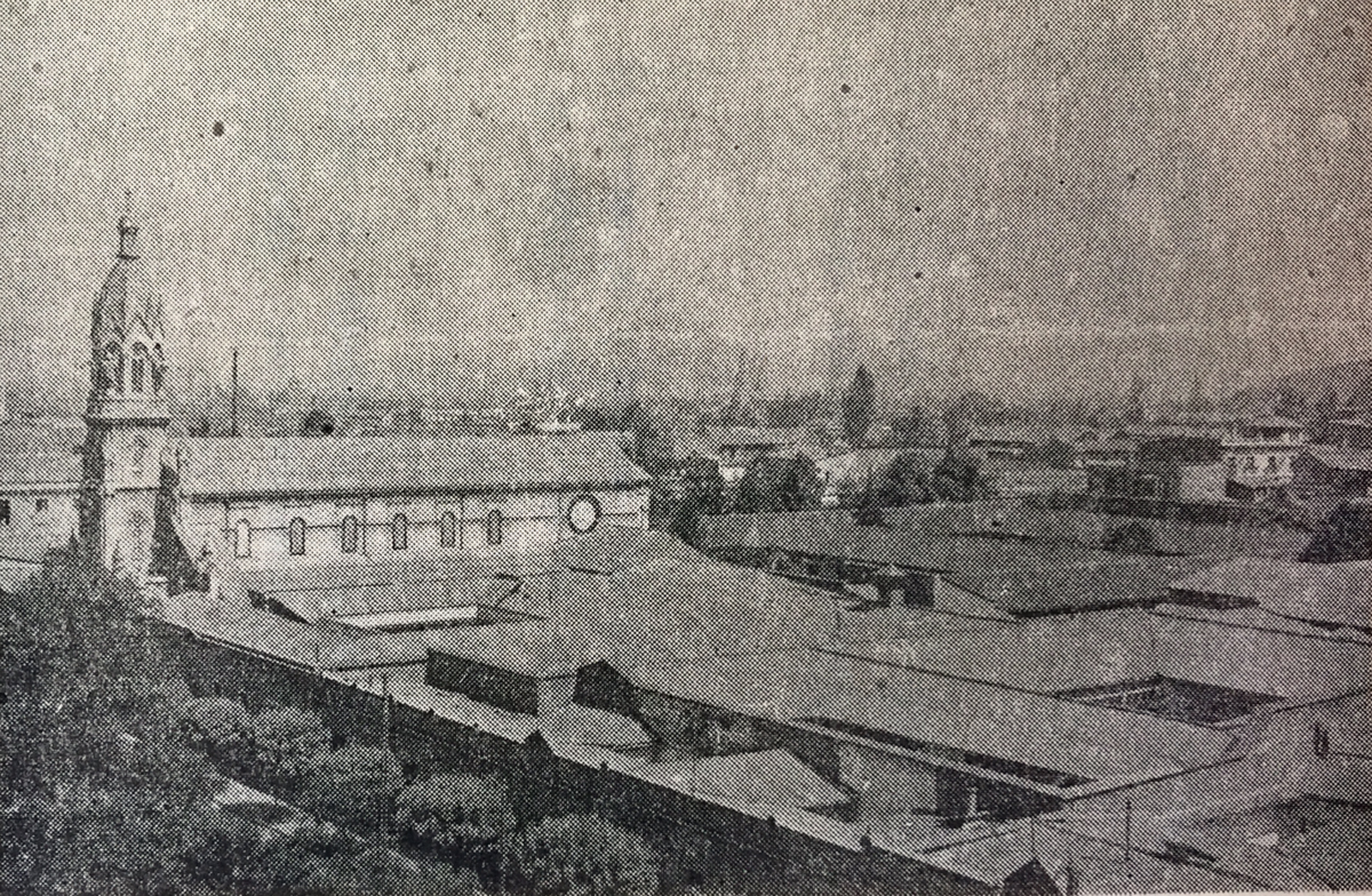
Monasterio de Bellavista de las Clarisas de Nuestra Señora de la Victoria construido por Salvador Vásquez.
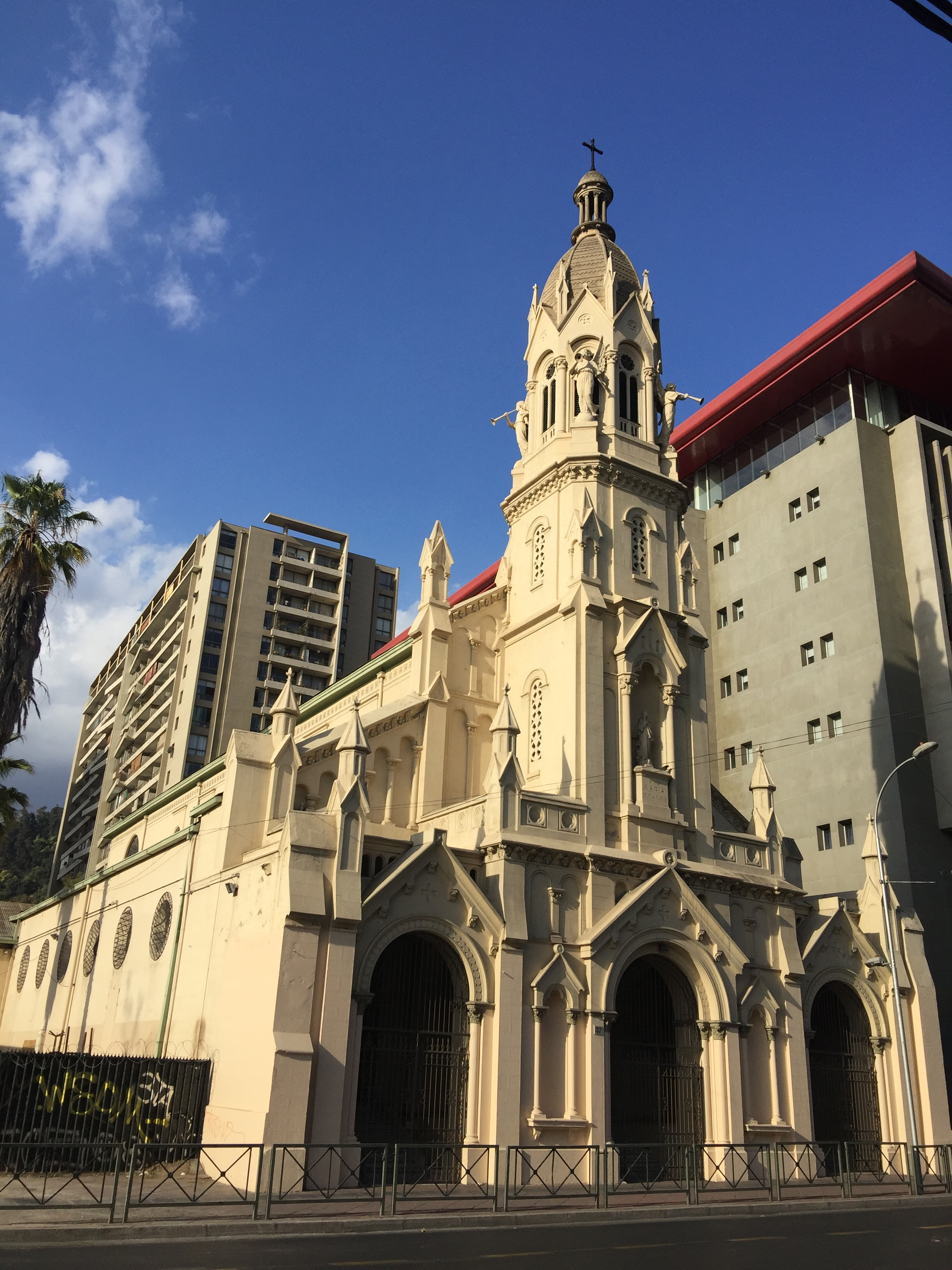
La única parte del Monasterio de Bellavista que no fue demolida, la Iglesia de Nuestra Señora de la Victoria construida por Salvador Vásquez y diseñada por Eugenio Joanon.
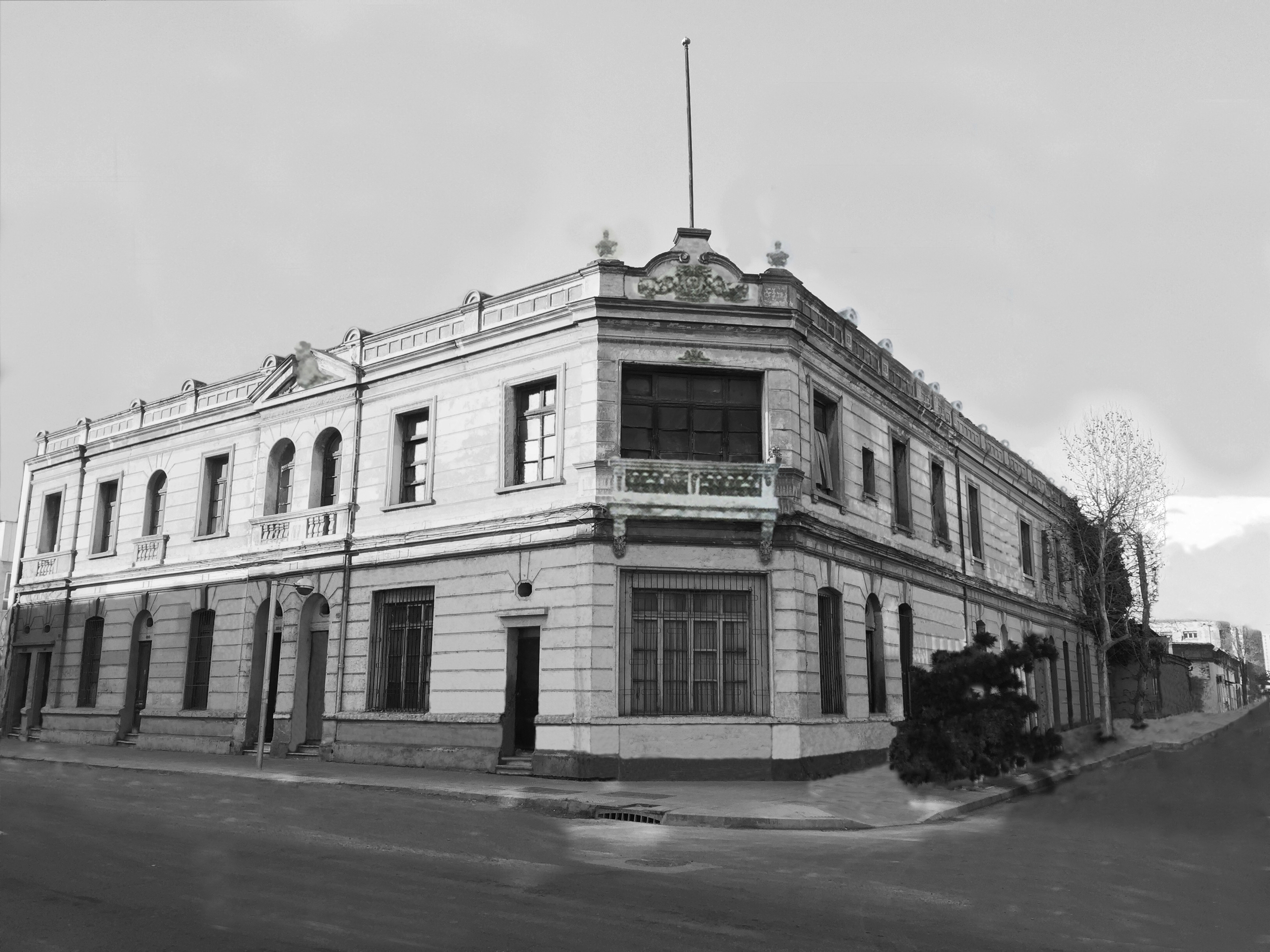
Casa de Jorge Vásquez Castillo en San Ignacio esquina Coquimbo, diseñada por Salvador Vásquez (fotomontaje restauración virtual).
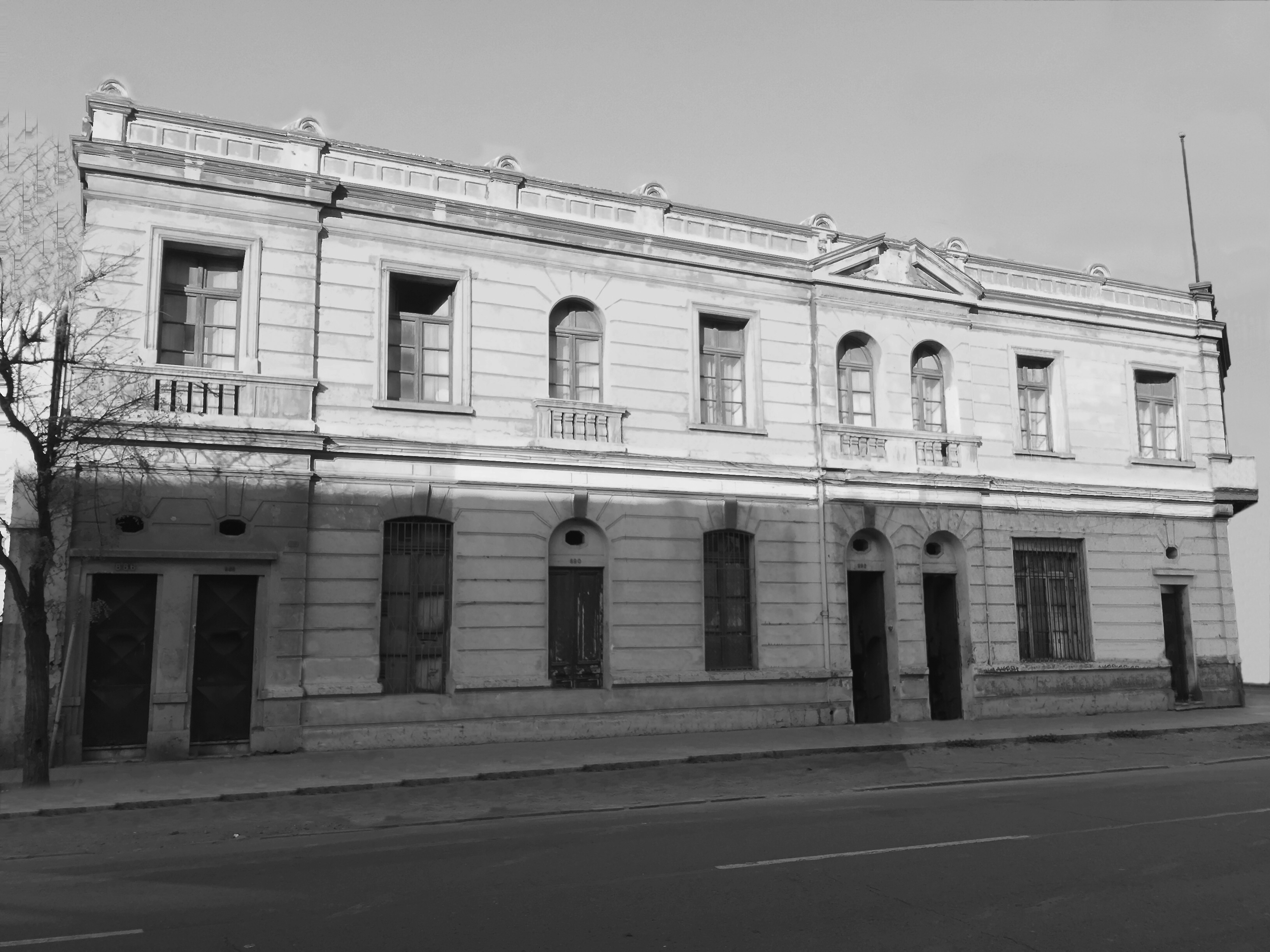
Casa de Jorge Vásquez Castillo, diseñada por Salvador Vásquez, vista por la calle San Ignacio (fotomontaje restauración virtual).
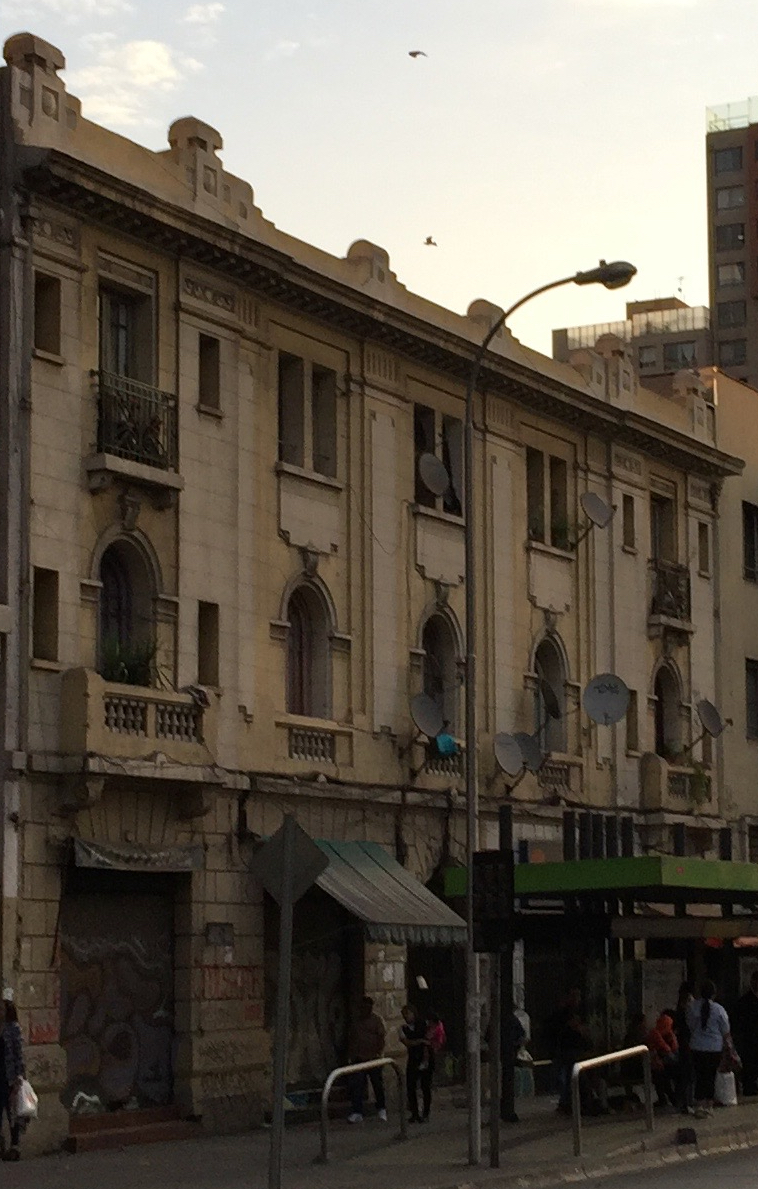
Casa ubicada en General Mackenna 1158, diseñada y construida por Salvador Vásquez para Adelina y Rosa Barros.
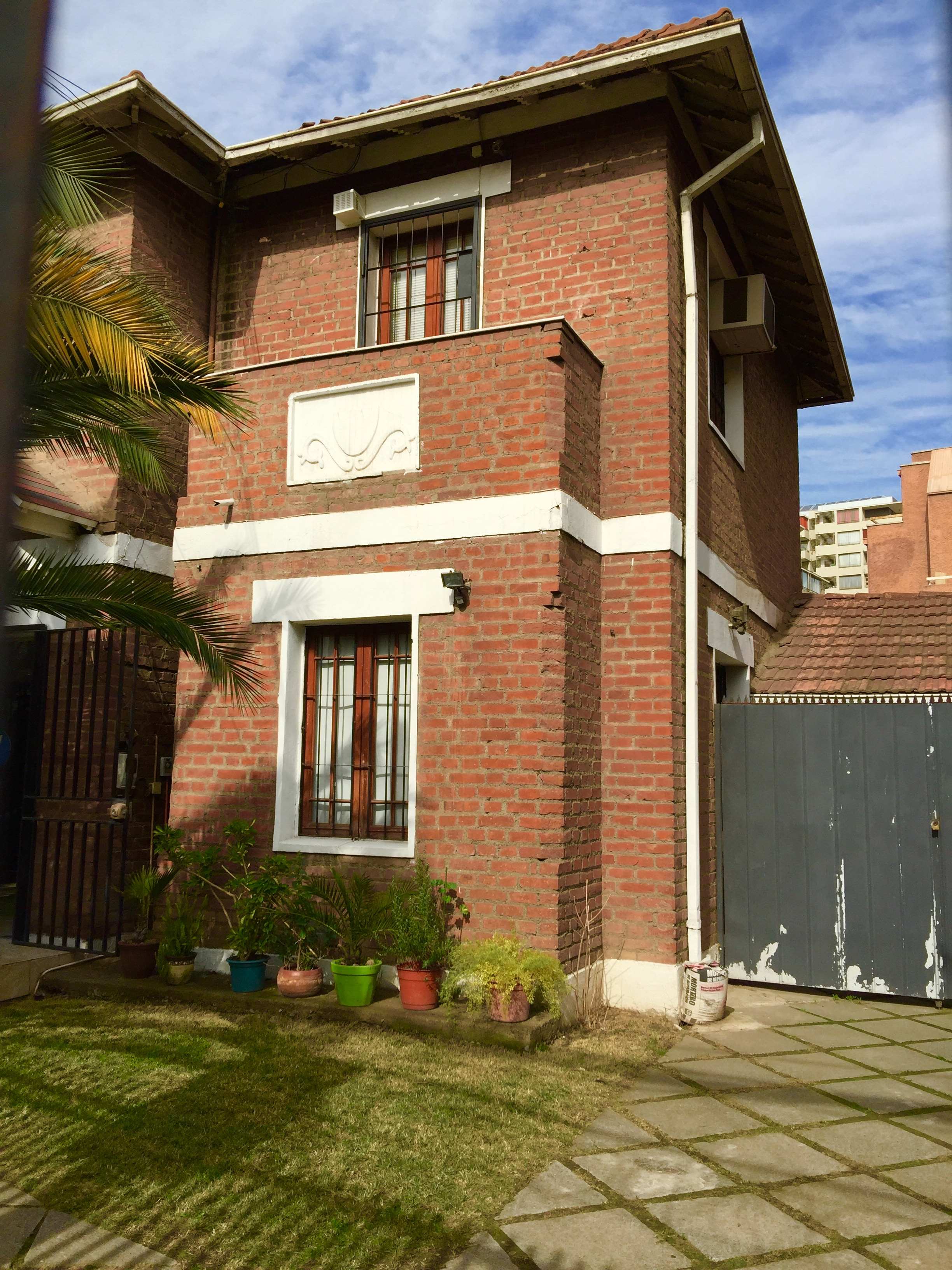
Casa edificada por Salvador Vásquez Constructora de la Población Empleados Públicos y Periodistas de la calle Nuñez de Arce, entre las calles Suecia y Chile-España.
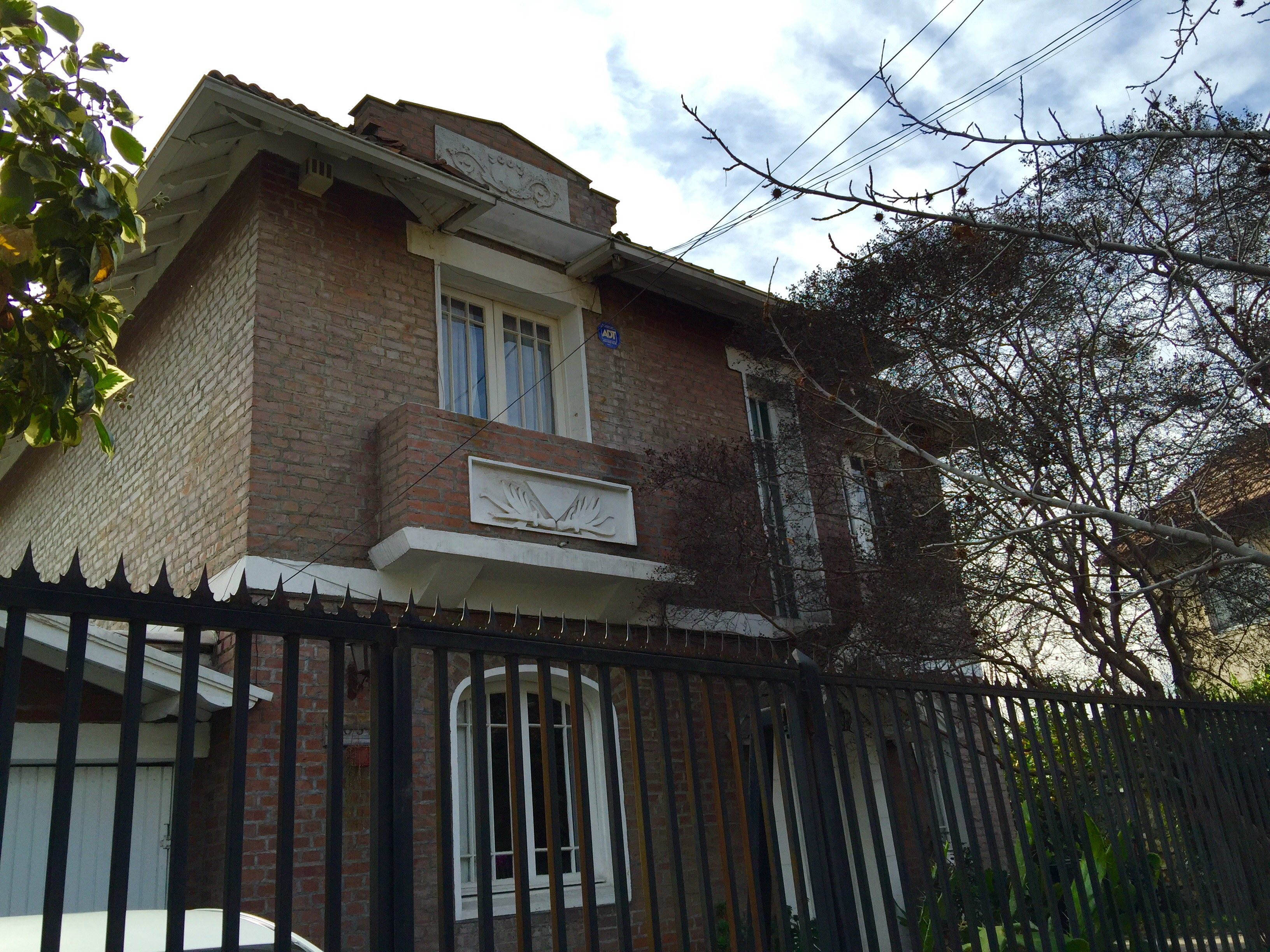
Detalle de una de las casas de la Población Empleados Públicos y Periodistas Chile-España construidas por Salvador Vásquez Constructora.
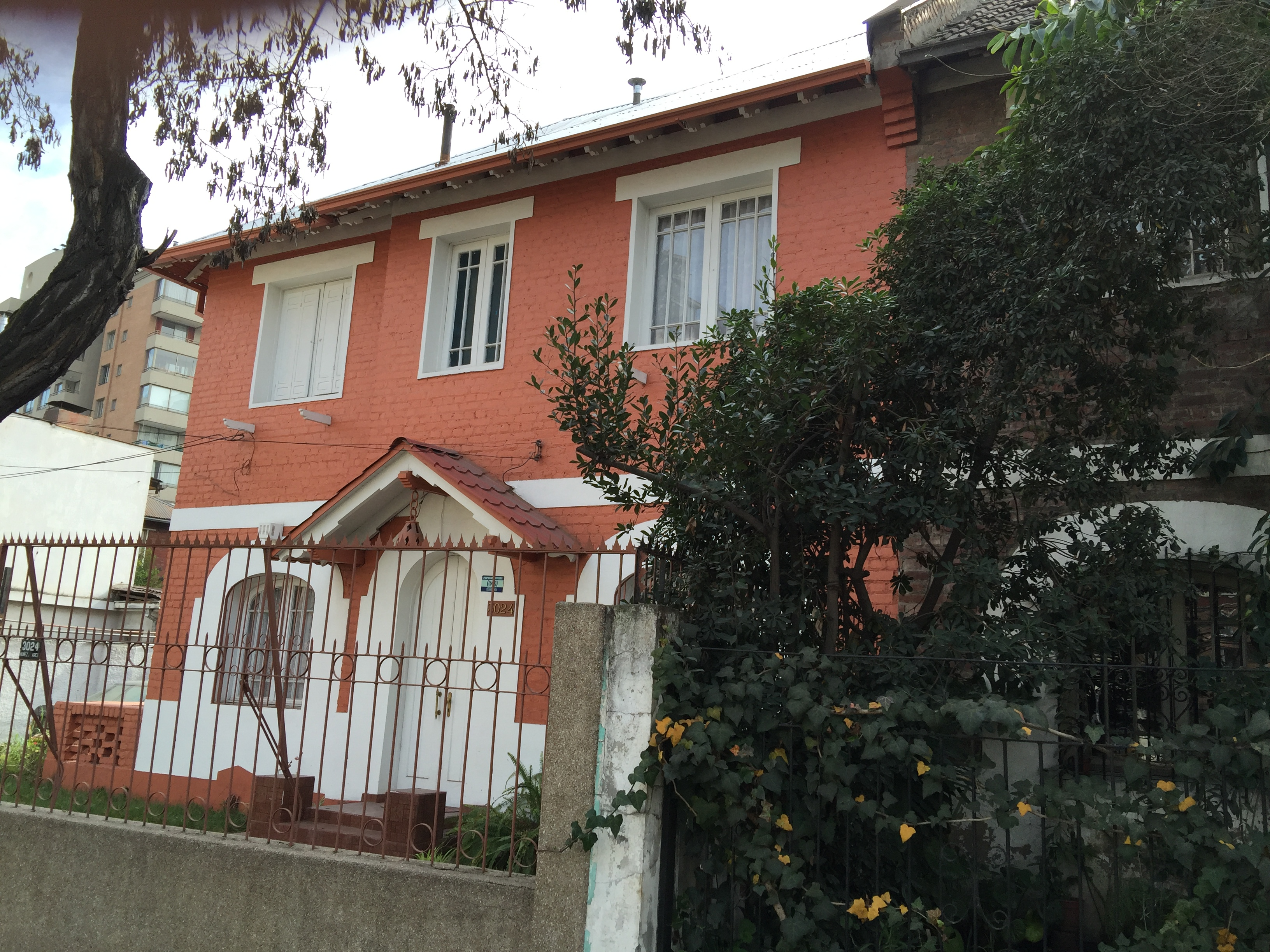
Levantada por Salvador Vásquez Constructora en la calle Nuñez de Arce, en la comuna de Ñuñoa.
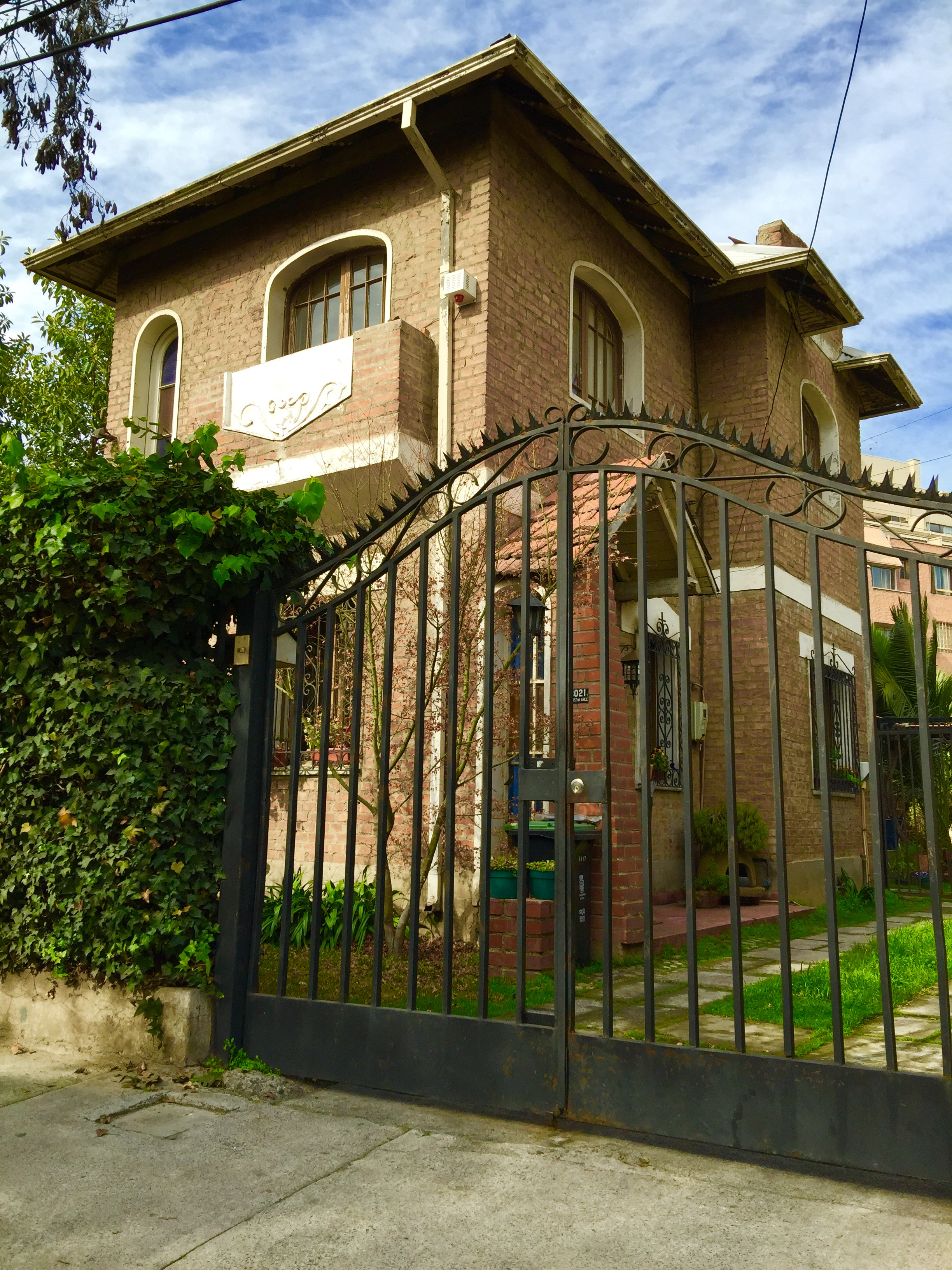
Una de las casas del conjunto que fue declarado monumento nacional construida por Salvador Vásquez Constructora.
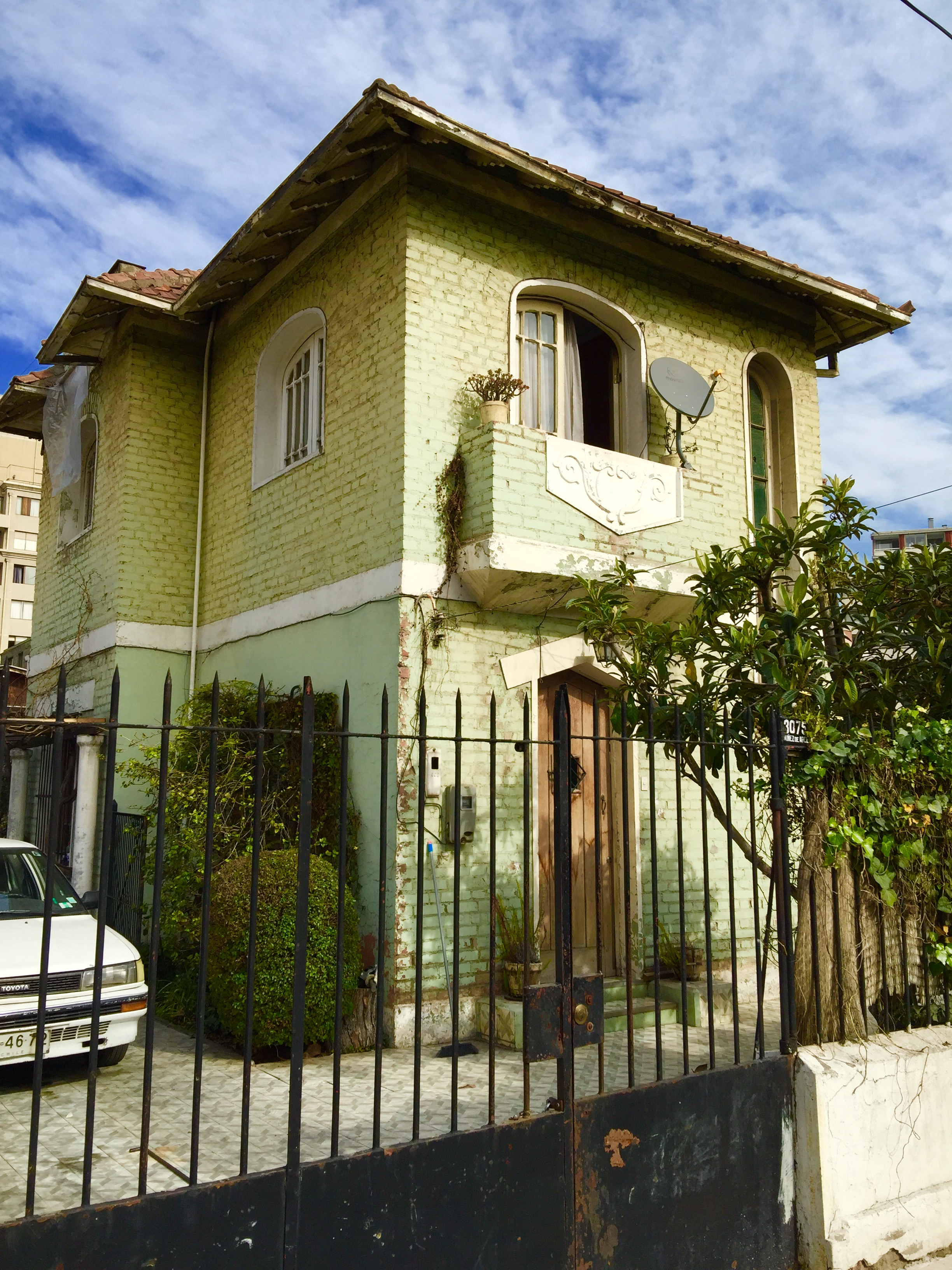
Otra de las casas de la Población Empleados Públicos y Periodistas Chile-España.
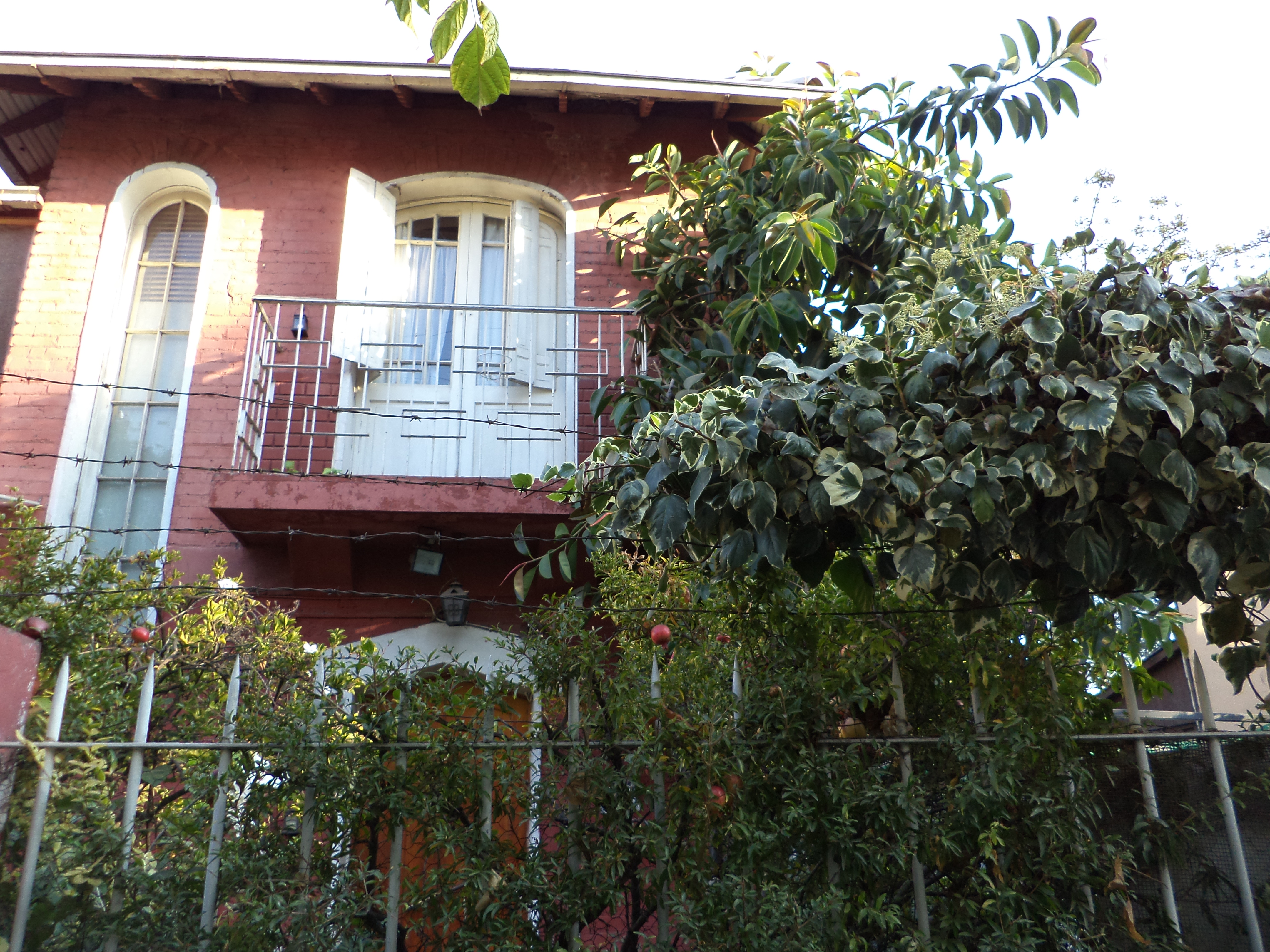
Jardin frontal típico.
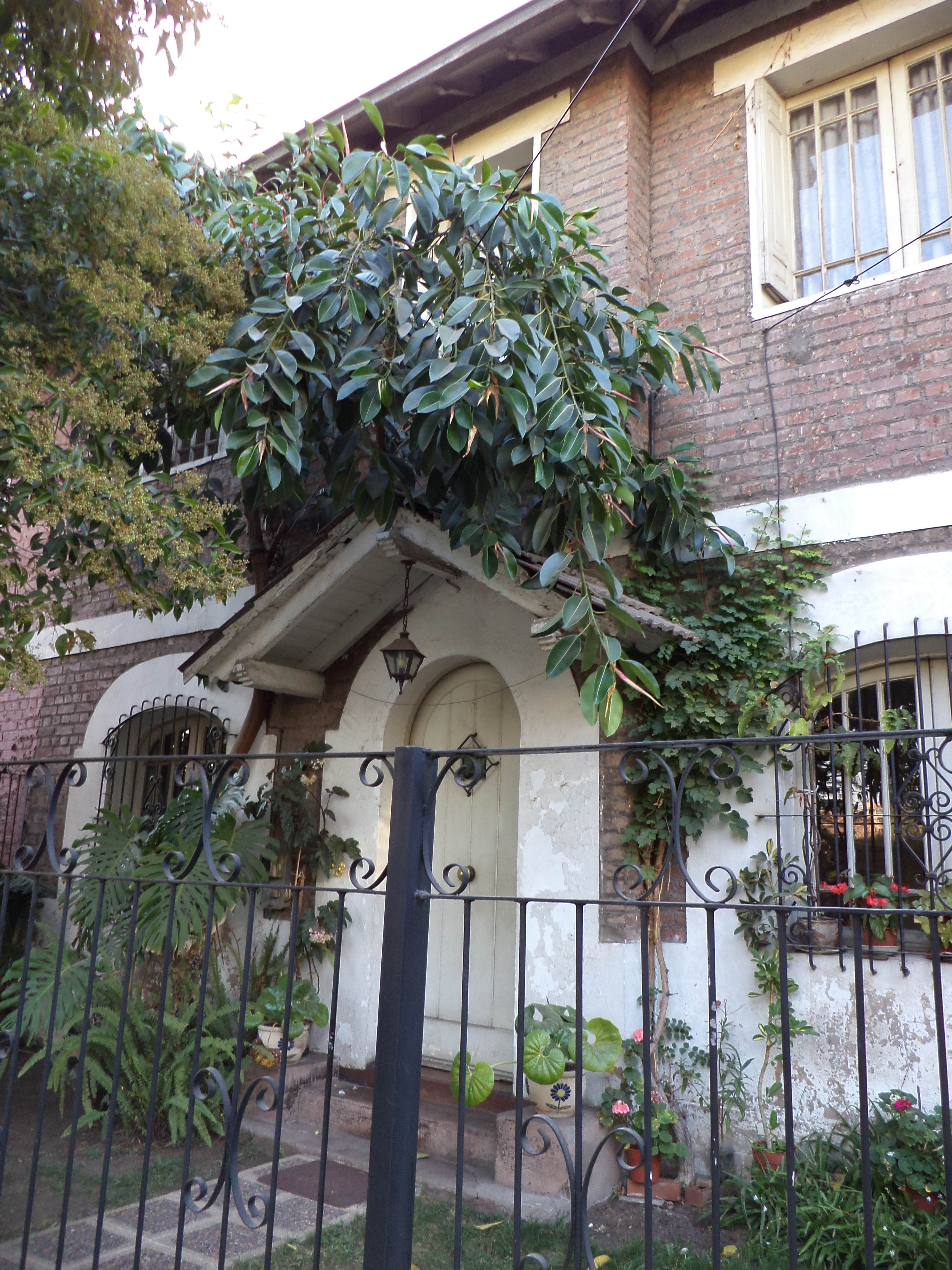
Pórtico arbolado.
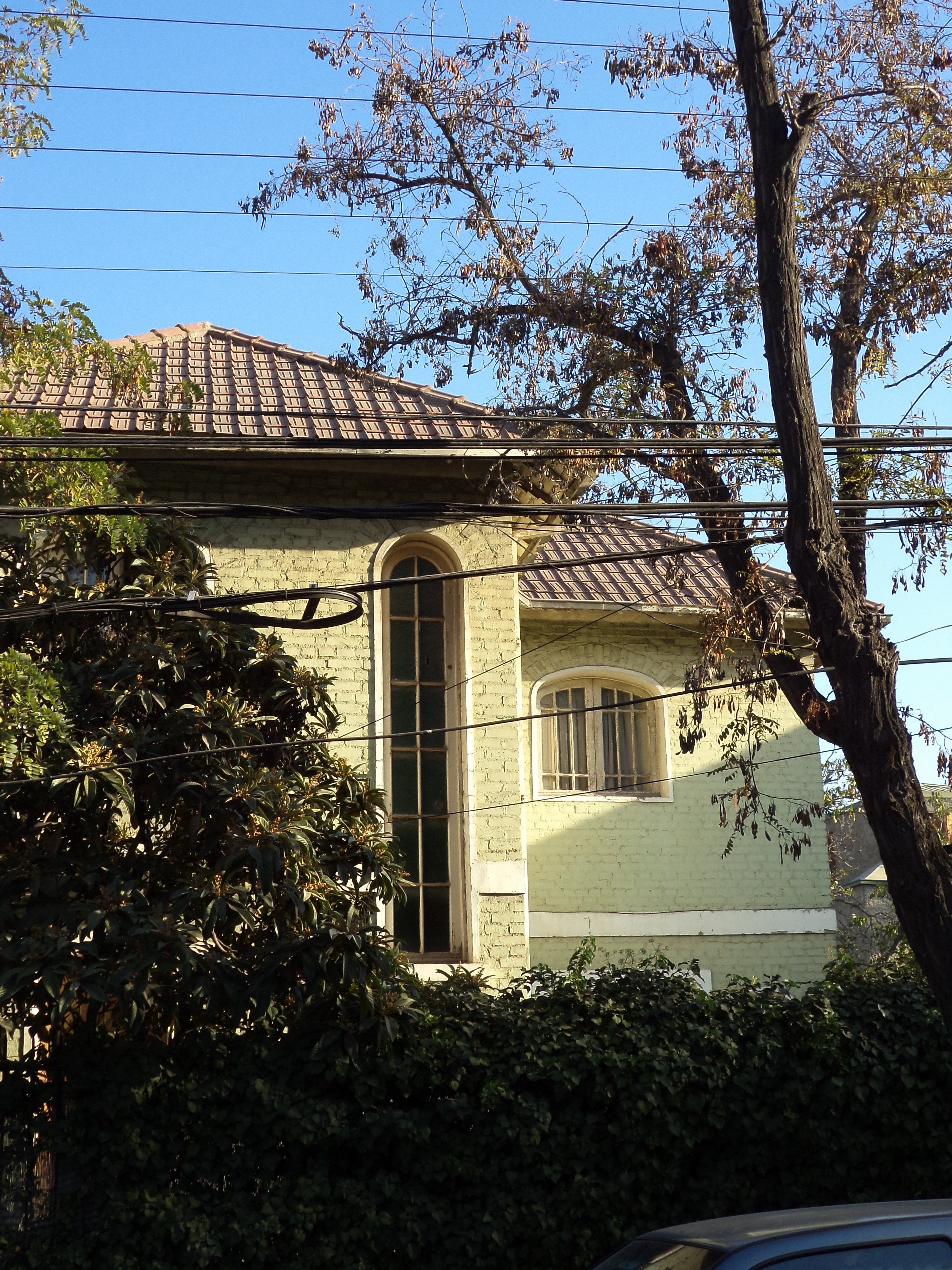
Fachada y arborización.
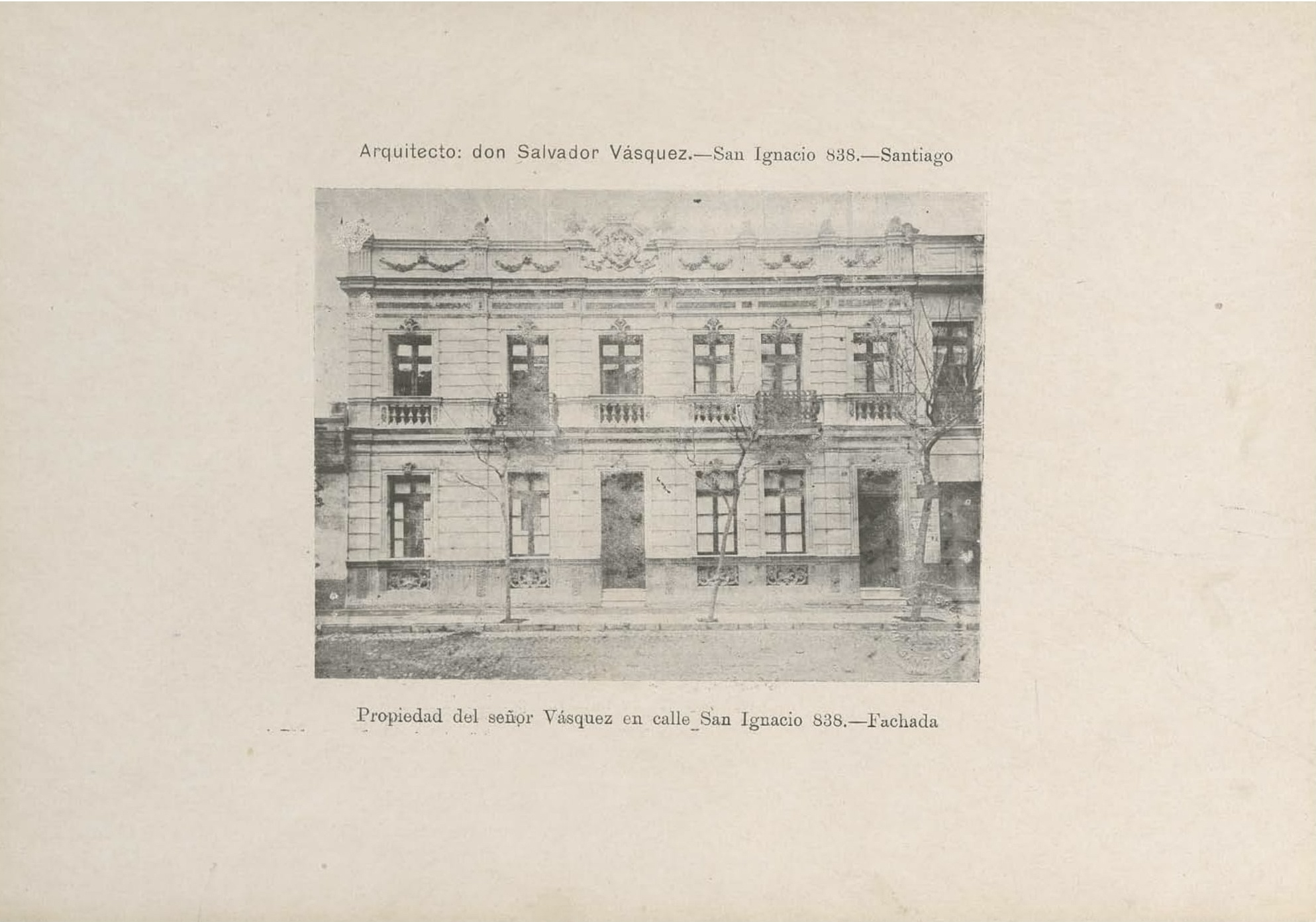
San Ignacio 838, diseñada por Salvador Vásquez.
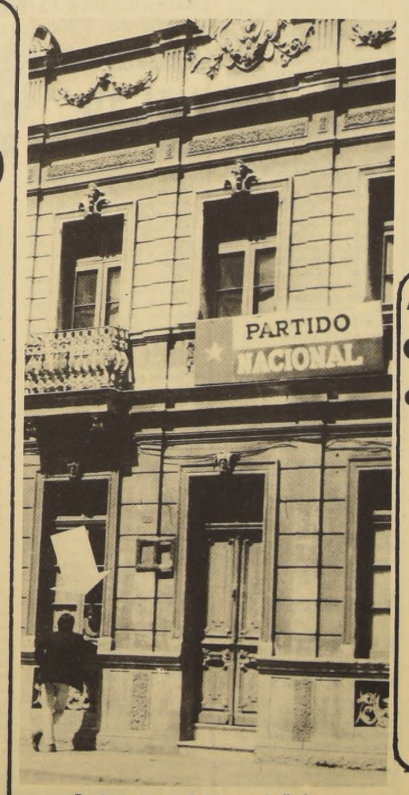
Detalle San Ignacio 838 cuando fue sede del Partido Nacional.